# Almut Adler
Almut Adler (* 1951) in Oldenburg ist eine deutsche freischaffende Fotografin und Autorin.

## Werdegang
Nach einer Ausbildung 1968 bis 1971 zur Fotografin in Oldenburg folgte von 1973 bis 1976 ein Grafikdesign-Studium an der Akademie U5 in München.
Nach mehrjährigen Reisen durch Länder in Asien, Afrika, Europa, Nord- und Mittelamerika war Almut Adler von 1982 bis 1985 in Somalia/Mogadishu tätig und arbeitete 1986 bis 2001 als Grafikerin für Agenturen und Verlage.
Seit 2003 leitet sie Fotogrundkurse für Frauen in München und organisiert Fotoworkshops in Spanien.

Almut Adler schrieb als erste deutsche Autorin sechs Fotofachbücher und veröffentlichte 2009 mit Das weibliche Auge das erste Fotofachbuch für Frauen.

## Werke (Auswahl)
- Die Lichtschreiberin, tredition, 2020, ISBN 978-3-347-04527-9
- 1x1 der Fotografie, Humboldt, 2012, ISBN 3-86910-192-X
- Kreativer fotografieren, Humboldt, 2012, ISBN 3-86910-190-3
- Stillleben meisterlich fotografieren, Addison-Wesley-Verlag, 2009, ISBN 3-82732-833-0
- Das weibliche Auge, Addison-Wesley-Verlag, 2009, ISBN 3-82732-855-1
- Menschen sehen – Der Porträt-Fotokurs, Addison-Wesley-Verlag, 2008, ISBN 3-82732-706-7
- Natur sehen – Der Landschafts-Fotokurs, Addison-Wesley-Verlag, 2008, ISBN 3-82732-705-9
- Zärtlich, Walter-Verlag, 1996, ISBN 3-53060-001-6
- Leidenschaftlich…, Walter-Verlag, 1996, ISBN 3-53060-002-4
- Feuerlöscher, Hrsg. von Annegret Meyer, 1989, ISBN 3-927580-11-2